# Franz Richter (Politiker, 1905)

Franz Richter

Franz Richter (* 10. Juli 1905 in Wien; † 15. November 1973 in München) war ein österreichischer Politiker (NSDAP) und SS-Führer.

## Leben und Wirken
Nach dem Besuch der Volksschule und der Realschule in Wien wurde Richter zum Riemenmacher ausgebildet. Ergänzend dazu wurde er drei Jahre an der Fortbildungsschule unterrichtet. Von 1922 bis 1924 war Richter aktives SA-Mitglied. In den Jahren 1924 bis 1926 lebte er in Griechenland und der Türkei. 
Zum 23. Oktober 1930 trat Richter in die NSDAP ein (Mitgliedsnummer 360.417). In der Folgezeit beteiligte er sich an der Gründung der Bezirksgruppe Rudolfsheim. Im Herbst 1932 wurde er zum Bezirksleiter des XIV. Bezirks ernannt und nach dem Verbot der NSDAP in Österreich zum Führer einer Terrorgruppe ernannt. Im Februar 1934 wurde Richter durch die Explosion eines Böllers an beiden Händen schwer verletzt. Vom Mai 1934 bis zum Mai 1935 wurde er steckbrieflich gesucht, bis er schließlich am 6. Mai 1935 verhaftet wurde. In den letzten vier Monaten vor seiner Verhaftung war Richter stellvertretend für den geflüchteten Alfred Eduard Frauenfeld mit der Führung des Gaus Wien beauftragt. Richter wurde sechs Monate in Untersuchungshaft gehalten und dann vom Verbrechen gegen den Sprengstoffparagraphen freigesprochen, jedoch wegen Besitzes eines falschen Passes zu vier Monaten Haft verurteilt. 
Nach seiner Entlassung aus der Haft wurde Richter auf unbestimmte Zeit ins Anhaltelager Wöllersdorf geschickt. Am 11. September wurde er von dort entlassen. Im Oktober wurde er erneut für einige Tage in Haft genommen. Anschließend wurde er bis zum 10. März 1937 erneut auf freien Fuß gesetzt. In den folgenden Monaten amtierte er erneut als NSDAP-Führer in seinem Bezirk. Am 10. März 1937 folgte seine Ernennung zum stellvertretenden Gauleiter. Am 11. März 1937 wurde er erneut bis zum 30. März 1937 in Haft genommen, dann kurzzeitig freigelassen und am 30. April abermals verhaftet und zu sechs Monaten Polizeistrafe und einem Jahr Anhaltung verurteilt. Aufgrund der Entbindung seiner Frau wurde er Mitte August vorzeitig unter Bedingungen entlassen. Anschließend war er bis Anfang Februar 1938 stellvertretender Gauleiter, bevor er den Gau Wien selbst übernahm.
Nach dem „Anschluss Österreichs“ an das Deutsche Reich wurde Richter zum 1. Vizebürgermeister der Stadt Wien ernannt. Vom April 1938 bis zum Ende der NS-Herrschaft im Frühjahr 1945 saß Richter außerdem als Abgeordneter für das Land Österreich im nationalsozialistischen Reichstag.
Richter trat zum 28. August 1938 der SS bei (SS-Nummer 310.319) und erreichte den Rang eines SS-Standartenführers. Von Februar 1940 bis Oktober 1940 nahm Richter als Angehöriger der Waffen-SS an Kampfhandlungen während des Zweiten Weltkrieges teil. Danach war Richter als Treuhänder bei den städtischen Versicherungen in Wien tätig.